# Newton County, Georgia
Newton County är ett administrativt område i delstaten Georgia, USA, med 99 958 invånare. Den administrativa huvudorten (county seat) är Covington. 

## Geografi
Enligt United States Census Bureau så har countyt en total area på 723 km². 716 km² av den arean är land och 7 km² är vatten.

### Angränsande countyn
- Walton County - nord
- Morgan County - öst
- Jasper County - sydost
- Butts County - syd
- Henry County - sydväst
- Rockdale County - nordväst